# Bahnhof Daun
Der Bahnhof Daun war ein Trennungsbahnhof bei Daun, der sich im Herzen der Vulkaneifel in Rheinland-Pfalz befindet. Durch den Bahnhof führt die Eifelquerbahn. Bis 1989 zweigte südlich des Bahnhofs die Bahnstrecke Wengerohr–Daun ab, welche in einen Radweg umgewandelt wurde. Seit 2021 ist der Bahnhof stillgelegt.

## Geschichte
Der Bahnhof Daun wurde am 15. November 1895 als dritter Abschnitt der Bahnstrecke von Andernach nach Gerolstein über Kaisersesch eröffnet. Eine alternative allerdings verworfene Planung sah eine Anbindung über Kelberg und Ahrtalbahn nach Remagen vor.
In den 1960er Jahren wurde über eine Stilllegung der Eifelquerbahn diskutiert, wovon der Bahnhof betroffen war. Im Jahr 1975 wurde die Stückgutabfertigung geschlossen. Nachdem in den 1980er Jahren ein Stilllegungsgutachten gestellt worden war, fuhr am 11. Januar 1991 der letzte planmäßige Personenzug von Mayen nach Gerolstein über Daun.
Seit 1910 zweigte am Bahnhof die Bahnstrecke nach Wengerohr südlich des Bahnhofs ab. 1934 fuhren fünf Zugpaare täglich von Daun Richtung Wengerohr. Nach dem Zweiten Weltkrieg wurde der Verkehr auf zwei Zugpaare reduziert. 1981 wurde die Strecke stillgelegt.
Um die Jahrtausendwende wurde wieder über eine Reaktivierung der Eifelquerbahn diskutiert. Am 28. Mai 2000 wurde von der TransRegio der Verkehr auf dem Streckenabschnitt östlich von Daun wieder aufgenommen (Andernach–Mayen–Kaisersesch). Seit dem 14. Dezember 2008 wird dieser Teilabschnitt von der DB Regio befahren. Auf dem Reststück Kaisersesch–Daun–Gerolstein übernahm die Vulkaneifelbahn zum 1. August 2001 die Bedienung. Einige Jahre fuhren in den Sommermonaten an Wochenenden und Feiertagen in Rheinland-Pfalz Schienenbusse durch den Dauner Bahnhof. Die Fahrten dienten hauptsächlich dem Freizeit- und Tourismusverkehr, wurden jedoch zum Jahresende 2012 wieder aufgegeben. Die zwischenzeitlich wiederaufgenommene Bedienung des Bahnhofs Daun im Güterverkehr endete mit der Aufgabe des Betriebs der westlichen Eifelquerbahn durch die Vulkaneifelbahn ebenfalls 2012.
Auf der Zweigstrecke nach Wengerohr verläuft heute der Maare-Mosel-Radweg.
Das Land Rheinland-Pfalz sieht keine Möglichkeit, die erforderlichen Investitionen für eine Wiederaufnahme des Regelverkehrs in Höhe von 40 Mio. Euro zu tragen. Die ebenfalls hohe Summe von 24 Mio. Euro für einen touristischen Verkehr lässt auch diese Option unwahrscheinlich erscheinen und findet bei den örtlichen Landräten und Verbandsgemeindebürgermeistern keinen Rückhalt. Somit verbleibt als realistische Alternative zum Abriss der Gleise und Anlage eines Radwegs nur noch eine Draisinenstrecke. Eine abschließende Entscheidung wurde bislang nicht getroffen.

## Bahnanlagen und Bahnhofsgebäude

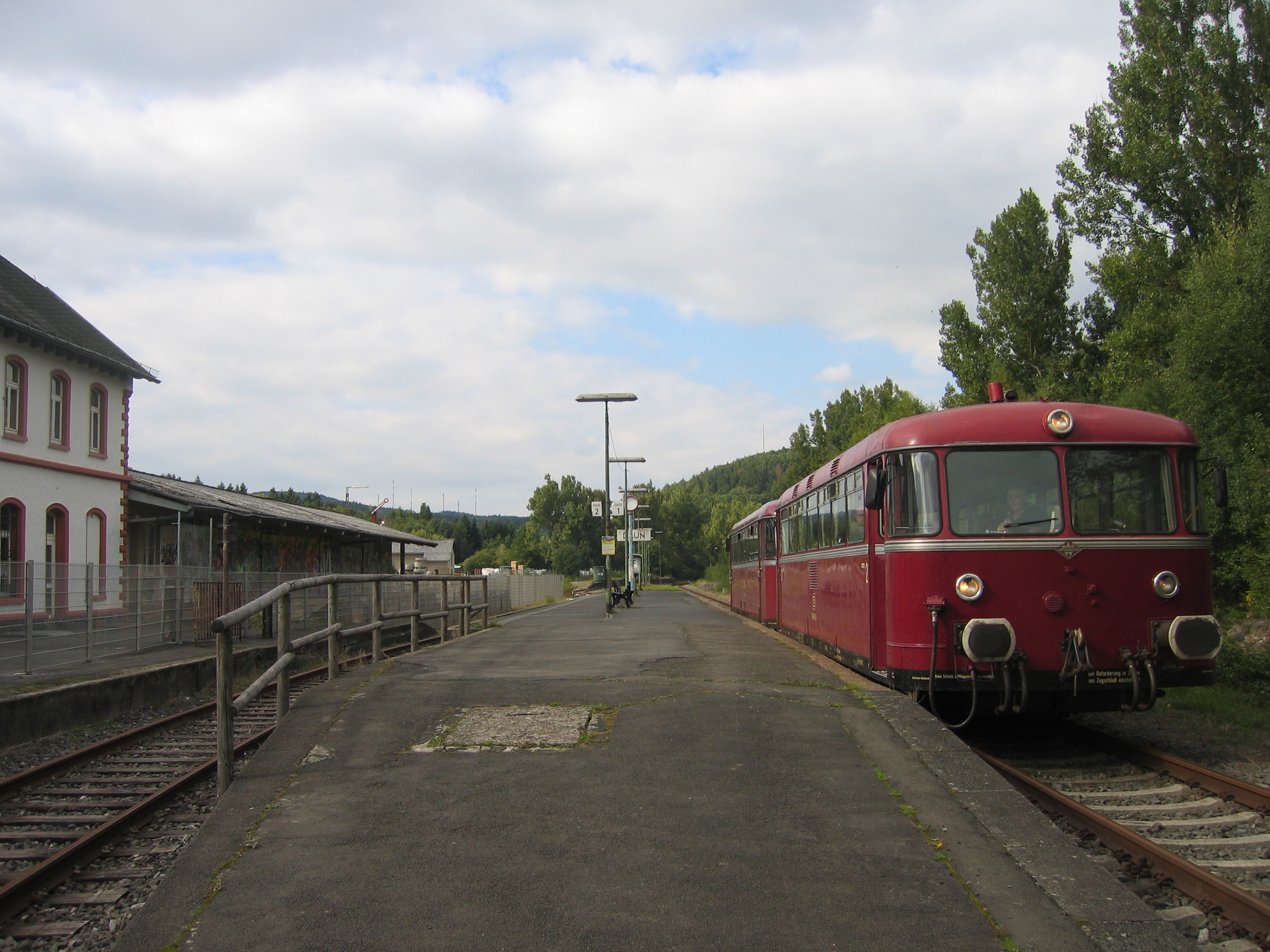
Der Bahnhof 2008

Der Bahnhof verfügte früher über zwei Bahnsteige, die man durch eine Unterführung erreichen konnte. Der wichtigere der beiden Bahnsteige diente der Eifelquerbahn und war überdacht. 1985 wurden einige Gleise und auch der nördliche (überdachte) Bahnsteig zurückgebaut. Wegen seiner Funktion als Abzweigbahnhof war der Bahnhof gemessen an seiner Lage außergewöhnlich groß. Seit vielen Jahren abgerissen ist der zweiständige Lokschuppen mit Drehscheibe am östlichen Rand des Bahnhofsgeländes. Das Empfangsgebäude mit Krüppelwalmdach gehört seit 1990 der Stadt Daun und dient heute als Jugendzentrum. Am westlichen Bahnhofskopf befanden sich zwei Gleisanschlüsse: ein Raiffeisen-Lagerhaus sowie eine Kohlensäurefabrik.

## Umfeld
Da der Bahnhof Daun nicht für den Regelverkehr reaktiviert ist, verkehren an der Haltestelle die RegioBuslinien 700 und 777, welche die Orte an der Eifelquerbahn zwischen Mayen und Gerolstein verbinden und von der DB Regio betrieben werden.
Der Bahnhof befindet sich am östlichen Stadtrand an einer der niedrigsten Stellen im Stadtgebiet. Unmittelbar hinter dem südlichen Ende des Bahnhofs befindet sich der Dauner Viadukt, der heute dem Maare-Mosel-Radweg als Talquerung dient. Außerdem liegt der Bahnhof an der B 257.